# روابون
روابون (به انگلیسی: Ruabon) یک منطقهٔ مسکونی در بریتانیا است که در شهرستان مستقل ورکسام واقع شده‌است. روابون ۴٬۲۷۴ نفر جمعیت دارد.